# Moulay Driss Aghbal
Moulay Driss Aghbal  (in arabo مولاي إدريس أغبال‎?) è un centro abitato e comune rurale del Marocco situato nella provincia di Khémisset, regione di Rabat-Salé-Kénitra. Conta una popolazione di 5 043 abitanti (censimento 2014).